# Arancio d'oro alla migliore attrice
L'Arancio d'oro alla migliore attrice (Altın Portakal En İyi Kadın Oyuncu Ödülü) è un premio annuale assegnato nel corso del Festival internazionale del cinema di Adalia in Turchia. La cerimonia si svolge nella città di Adalia dal 1964. Dal 2017 il premio, prima riservato alle attrici turche, viene esteso a tutte le nazionalità, includendo il precedente premio alla migliore attrice internazionale creato nel 2015.

## Vincitori e candidati
I vincitori sono indicati in grassetto, a seguire gli altri candidati.

### 1964-1969
- 1964: - Türkan Şoray per Aci hayat
- 1965: - Fatma Girik per Kesanli Ali destani
- 1966: - Selma Güneri per Ben öldükçe yasarim e Son kuslar
- 1967: - Fatma Girik per Sürtügün Kizi
- 1968: - Türkan Şoray per Vesikali Yarim
- 1969: - Hülya Koçyigit per Cemile

### 1970-1979
- 1970: - Belgin Doruk per Aysecik - Yuvanin bekcileri
- 1971: - Filiz Akin per Ankara ekspresi
- 1972: - Zeynep Aksu per Üvey ana
- 1973: - Hülya Koçyigit per Tanri misafiri
- 1974: - Perihan Savas per Bedrana
- 1975: - Hülya Koçyigit per Diyet
- 1976: - Adile Nasit per Iste hayat
- 1977: - Semra Özdamar per Kara çarsafli gelin
- 1978: - Hale Soygazi per Maden
- 1979: - Sevda Ferdağ per Uçurtmayı Vurmasınlar

### 1980-1989
- 1980: - Güngör Bayrak per Düsman e Melike Demirag per Il gregge (Sürü)
- 1981: - Meral Orhonsay per Derya gülü
- 1982: - Nur Sürer per Bir günün hikayesi
- 1983: - Hülya Koçyigit per Derman
- 1984: - Hale Soygazi per Bir Yudum Sevgi
- 1985: - Zuhal Olcay per Amansiz yol
- 1986: - Müjde Ar per Adi Vasfiye e Aaahh Belinda
- 1987: - Türkan Şoray per Askim ve Sen e Hayallerim
- 1988: - Gülsen Bubikoglu per Kurtar beni
- 1989: - Nur Sürer per Non sparate agli aquiloni (Uçurtmayi Vurmasinlar)

### 1990-1999
- 1990: - Hülya Koçyiğit per Karılar Koğuşu
- 1991: - Sumru Yavrucuk per Seni Seviyorum Rosa
- 1992: - Lale Mansur per Düs gezginleri
- 1993: - Müjde Ar per Yolcu
- 1994: - Türkan Şoray per Bir ask ugruna
- 1995: - Zuhal Gencer per 8. Saat
- 1996: - Hande Ataizi e Yasemin Alkaya per Mum kokulu kadinlar
- 1997: - Derya Alabora per Masumiyet
- 1998: - Yelda Reynaud per Yara
- 1999: - Basak Köklükaya per Üçüncü Sayfa

### 2000-2009
- 2000: - Sanem Çelik per Filler ve Çimen
- 2001: - Demet Akbag per La visionetele (Vizontele) e Yesim Salkim per Sarkici
- 2002: - Meral Oguz per Martilar açken
- 2003: - Meltem Cumbul per Abdülhamit düserken
- 2004: - Tülin Özen per Melegin Düsüsü
- 2005: - Vildan Atasever per Iki Genç Kiz
- 2006: - Sibel Kekilli per Eve Dönüs
- 2007: - Özgü Namal per Mutluluk
- 2008: - Nurgül Yesilçay per Vicdan
- 2009: - Hilda Péter per Katalin Varga

### 2010-2019
- 2010: - Claudia Cardinale per Sinyora Enrica ile Italyan Olmak
- 2011: - Devin Özgür Çinar per Geriye Kalan
- 2012: - Anna Andrusenko per Elveda Katya
- 2013: - Zeynep Çamci per Meryem
  - Ayris Alptekin per Mavi Dalga
- 2014: - Nesrin Cavadzade per Kuzu
- 2015: - Nuray Yesilaraz per Kalandar Sogugu
- 2016: - Ecem Uzun per Tereddüt
- 2017: - Wen Qi per Jia Nian Hua
- 2018: - Samal Eslämova per Ajka
- 2019: - Selen Uçer per Ask, Buyu vs

### 2020-2029
- 2020: - Canan Atalay, Elif Ürse, Gulcin Kultur Sahin, Sureyya Kilimci, Tugçe Yolcu per Fractured
- 2021: - Nihal Yalçın per Zuhal
- 2022: - Merve Dizdar per Kar ve Ayı